# Ferenczy Anna
Ferenczy Anna (Nyitragerencsér, 1933. augusztus 16. – 2022. december 6. vagy előtte) szlovákiai magyar színésznő, író. A Komáromi Jókai Színház tagja.

## Életpályája
A csehszlovákiai magyar színjátszás kiemelkedő, a közönség körében méltán népszerű alakja. A komáromi Magyar Területi Színház alapító színészgárdájának tagja, részese e színház felvirágoztatásának. 1950. augusztus 1. és 1952. október 1. között Pozsonyban az Állami Faluszínház magyar tagozatának drámai színésze volt. A nyitrai színház is kérte, de 1952. október 1-étől Komáromban a Magyar Területi Színház alapító tagja lett. Egészen nyugdíjazásáig (1989. augusztus 18-ig) a társulat vezető színésze volt.
Írásai önéletrajzi ihletettségűek.

## Elismerései
- A Legjobb női alakítás díja A szovjet drámairodalom országos seregszemléjén: Anya – Ibragimbekov, Homokon épülő ház.
- 1982 Érdemes művész
- 2001 Pribina-díj, II. fokozat
- 2003 Magyar Játékszíni Társaság Hűség díja
- 2008 Örökös tag
- 2008 a szlovák Irodalmi alap Életmű díja

## Művei
- 1983-1984 Napraforgó (Nő folyóiratban)
- 1991 Pitypangkoszorú (Pozsony)
- 2001 Kígyófutó Szép János. Zoboralji mesék (Somorja)
- 2002 A furfangos kondás. Zoboralji pajkos mesék (Somorja)
- Csintalan mesék

## Filmszerepei
- 2003 O dve slabiky dozadu (játékfilm)
- Köszönöm, jól

## Színházi szerepei
Pályafutása során több mint 100 szerepet játszott, vendégszerepelt Magyarországon is. Húsznál is több hangjátékban működött közre a pozsonyi rádió magyar adásában.
- Osztrovszkij: A négylábú is botlik –
- Solovic: S.O.S. – Kacskáné
- Kmeczkó Mihály: Harc a kutyafejűekkel – Mesélő
- Brecht: Koldusopera – Jenny
- Bukovcan: Mielőtt a kakas megszólal – Babjákné
- Benedek András: A Noszty fiú esete Tóth Marival – Tóth Mihályné
- William Shakespeare: Coriolanus – Volumnia
- Kárpáthy Gyula: Koldus és királyfi – Vádlott nő; I. nő
- Feydeau: Osztrigás Mici – De Valmonté hercegné
- Csiky Gergely: A Nagymama – Nagymama
- Loewe: My Fair Lady – Higginsné
- Coward: Forgószínpad – Sarita Myrtle
- Bozi Marika (Tűzkeresztség – 1953)
- Lujza (Schiller: Ármány és szerelem)
- Zília (Heltai J.: A néma levente)
- Anna Karenina (Tolsztoj)
- Baradlayné (Jókai Mór: A kőszívű ember fiai)
- Zsani néni (Móricz Zsigmond: Nem élhetek muzsikaszó nélkül).
- Böske (Móricz Zsigmond: Kismadár)
- Elisabeth (Miller: A salemi boszorkányok)